# Kassim Bizimana
Pour les articles homonymes, voir Bizimana.
Kassim Bizimana est un footballeur international burundais né le 29 décembre 1985 à Bujumbura.